# Єсентуки (мінеральна вода)

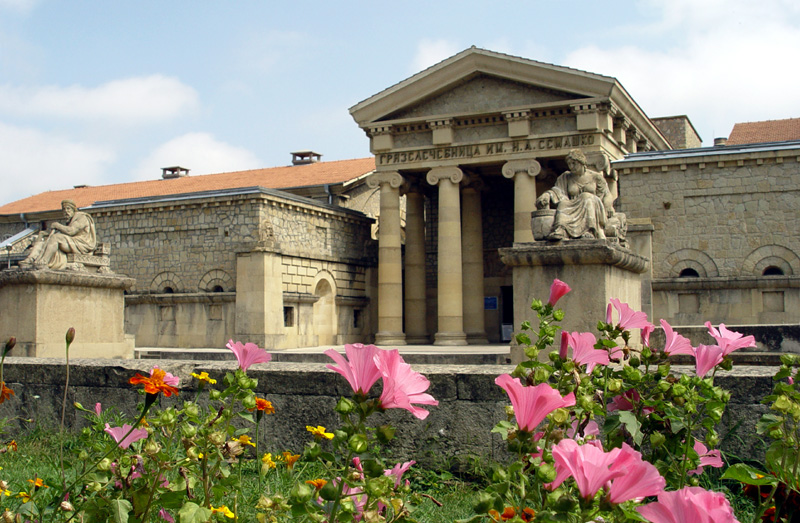
Будівля грязелікарні імені Н. А. Семашко (курорт Єсентуки)

Єсентуки́ — мінеральні води популярного великого бальнеологічного курорту Росії Єсентуки, що спеціалізується на лікуванні захворювань шлунково-кишкового тракту, печінки та порушення обміну речовин.
Базовими лікувальними засобами курорту є понад двадцять джерел мінеральних вод. Найбільш відомі серед них: «Єсентуки № 20», «Єсентуки № 17», «Єсентуки № 4», «Єсентуки № 2 (нова)» та багато інших. Води джерел використовуються для пиття, прийому ванн, зрошень, інгаляцій. У лікувальних цілях (грязелікування) також використовують сульфідну мулову грязь Тамбуканського озера.

## Історична довідка
День заснування міста-курорту Єсентуки відзначається 27 серпня. Як курорт Єсентуки визнали пізніше П'ятигорська і Желєзноводська. У 1847 році намісник на Кавказі князь Воронцов затверджує проект галереї, що являє собою будівлю на англійський манер з візантійськими і мавританськими елементами архітектури та джерелом мінеральної води Єсентуки № 17. Її відкриття відбулося через чотири роки — в 1856-му.
Після завершення будівництва залізничної гілки до станції Єсентуки, потік відпочиваючих різко збільшився. Популярність курорту на початок ХХ століття досягла величезних розмірів: за показником відвідуваності Єсентуки впевнено вийшли на перше місце. Курорт Єсентуки розширюється: будуються санаторії, грязелікарні, готелі. До 1917 року в нинішній курортній зоні було побудовано затишне дачне селище, кожна будівля у якому стала маленьким архітектурним шедевром.
Справжня курортна історія Єсентуків почалася 1925-го, коли всі великі споруди були перетворені в санаторії. Поряд з цим в місті будувалися нові здравниці. Постійно велися роботи з озеленення та благоустрою міста. Саме з 1925 року станиця Єсентукська отримала назву «місто-курорт Єсентуки».
У роки Другої світової війни курорт Єсентуки був тимчасово окупований. 11 січня 1943 року Єсентуки звільнені від загарбників. 5 червня 1964 року Рада Міністрів РРФСР ухвалила директиву «Обмежити прописку громадян в містах-курортах П'ятигорську, Кисловодську, Желєзноводську, Єсентуках, Мінеральних Водах і прилеглих до них населених пунктах Ставропольського краю».
21 червня 2002 місто-курорт значно постраждало від руйнівної повені на річках Подкумок та Бугунта.
5 грудня 2003 у другому вагоні приміського електропоїзда, що прямував за маршрутом Кисловодськ — Мінеральні Води о 7 годині 42 хвилини (за московським часом) при під'їзді до залізничного вокзалу станції Єсентуки стався теракт. В результаті вибуху загинуло 36 осіб, ще 155 отримали поранення.

## Різновиди та хімічний склад
Ессентукськє родовище містить вуглекислі (концентрація розчиненого СО2 1,0—3,0 г/дм3) хлоридно-гідрокарбонатні натрієві води типу «Єсентуки №4» з мінералізацією 7—10 г/дм3 (на терині санаторію пробурено 11 свердловин) і типу «Єсентуки №17» з мінералізацією 10—15 г/л (5 джерел); сероводородно-вуглекислі хлоридно-гідрокарбонатні натрієві води середньої мінералізації та інші. Сумарна віддача Ессентукских і Бештаугорских родовищ перевищує 800 м3/добу. Мінеральні води використовуються на курорті Єсентуки для питного лікування та проведення зовнішніх процедур.
Мінералізація і основний іонний склад (мг/дм3) деяких мінеральних вод міста-курорту Єсентуки:
| Назва         | Єсентуки цілюща                        | Єсентуки Нова-55                       | Єсентуки №2 Нова                                                        | Єсентуки №4                                                                                        | Єсентуки №17                                            | Єсентукська Гірська                                                     |
| Джерело       | Єсентукськє родовище, свердловина №73. | Єсентукськє родовище, свердловина №55. | Суміш мінеральних вод Бештаугорського родовища із свердловин №2Б і №66. | Єсентукськє родовище, свердловини №№33-біс, 34-біс, 39-біс, 41-біс, 49-Е, 418', 56, 57-РЕ-біс, 71. | Єсентукськє родовище, свердловини №№17-біс, 36-біс, 46. | Єсентукськє родовище мінеральних вод, гірська ділянка, свердловина №70. |
| Призначення   | лікувально-столова                     | столова прісна                         | лікувально-столова                                                      | лікувально-столова                                                                                 | лікувальна                                              | столова прісна                                                          |
| Мінералізація | середня (7,0—8,0 г/л)                  | прісна (0,4—0,9 г/л)                   | низька (3,0—6,5 г/л)                                                    | средняя (7,0—10,0 г/л)                                                                             | висока (10,0—14,0 г/л)                                  | прісна (0,5—0,8 г/л)                                                    |
| HCO3-         | 1600—1800                              | 200—350                                | 1000—2000                                                               | 3400—4800                                                                                          | 4900—6500                                               | 220—500                                                                 |
| SO4-          | 1300—1600                              | 100—170                                | 900—1600                                                                | менш ніж 25                                                                                        | менш ніж 25                                             | менш ніж 90                                                             |
| Cl-           | 1800—2000                              | 50—100                                 | 200—750                                                                 | 1300—1900                                                                                          | 1700—2800                                               | менш ніж 80                                                             |
| I-            | 0,47                                   | —                                      | —                                                                       | —                                                                                                  | —                                                       | —                                                                       |
| Ca2+          | менш ніж 250                           | менш ніж 50                            | 100—350                                                                 | менш ніж 150                                                                                       | 50—200                                                  | менш ніж 20                                                             |
| Mg2+          | менш ніж 100                           | менш ніж 50                            | менш ніж 100                                                            | менш ніж 100                                                                                       | менш ніж 150                                            | менш ніж 10                                                             |
| Na+ + K+      | 2100—2400                              | 190—250                                | 800—1500                                                                | 2000—3000                                                                                          | 2700—4000                                               | 120—250                                                                 |
| Н2SiO3        | 100—180                                | —                                      | 30—80                                                                   | —                                                                                                  | —                                                       | —                                                                       |
| Н3BO3         | —                                      | —                                      | —                                                                       | 30—60                                                                                              | 40—90                                                   | —                                                                       |
| CO2           | 500—800                                | —                                      | —                                                                       | 500—1800                                                                                           | 500—2350                                                | —                                                                       |

«Єсентуки № 20» — столова прісна питна вода з низькою мінералізацією зі свердловини № 2Б Бештаугорського родовища, а також вода Юцкого джерела П'ятигорського родовища.
«Єсентуки Нова» — суміш мінеральних вод Ессентукского родовища із свердловин № 1-КМВ-біс № 55 змішаних в пропорції 1:2 і джерельної води.

## Лікувальні властивості
До лікувальних і лікувально-столових мінеральних вод слід ставитися як до ліків, яки створені самою природою та приймати їх у визначений час і у зазначеному дозуванні суворо за призначенням лікаря. Мінеральні води курорту «Єсентуки» рекомендують для профілактики загострень та лікування різних хронічних захворювань (у стадії клініко-лабораторної ремісії):
- шлунка,
- печінки,
- жовчного міхура,
- при подагрі, ожирінні і легкій формі цукрового діабету (компенсованого і без схильності до кетоацидозу).

## Розташування джерел
На терені та в околицях міста-курорту Єсентуки пробурено багато свердловин, які відрізняються одна від одної не тільки датою буріння, але й за глибиною, а також хімічним складом води та її природною температурою. При цьому два джерела належать до групи сірководневих вуглекислих, за змістом сірководню (16—20 мг/дм3), мінералізації у межах 4,7—5,6 г/л і концентрації вуглекислоти не менше 1,0 г/л. Води цих джерел Єсентуків належать до бальнеологічної групи мінеральних вод, зі слабосульфидным складом.
У 1967 році було пробурено та облаштовано свердловину під першим номером, яка розташована в чотирьох кілометрах північніше міста Єсентуки. За хімічним складом мінеральна вода з цієї свердловини відноситься до хлоридно-гидрокарбонатных вод, з підвищеним вмістом магнію і сульфатів, її природна температура досить висока: +42 °C. Безпосередньо на територію курорту вода з джерела № 1 подається не в чистому вигляді, а в суміші зі слабомінералізованою водою (мінералізація 0,7 г/л), яка надходить зі свердловини під номером 55, яка була пробурена ще в 1966 році. За хімічним складом (хлориди, гідрокарбонати, натрій, кальцій) та величиною природної температурі вода цього джерела подібна воді зі свердловини № 1. Розташована свердловина № 55 на невеликій відстані від свердловини № 1. При цьому обидві свердловини експлуатуються методом самовилива. Змішуються води із свердловин № 1 і № 55 в момент надходження в накопичувальні ємності Нижніх і Верхніх ванн (співвідношення 1:2). При цьому змішана вода має хлоридно-сульфатно-гідрокарбонатний кальцієво-натрієвий з підвищеним вмістом іонів магнію склад (дуже близький до первозданного типу мінеральної води джерела № 20), її мінералізація — 3,0 г/л, вміст розчиненої вуглекислоти, перевищує 1,0 г/л. В 1987 році на основі цієї води, що отримала назву «Ессентукська нова», було організовано питний бювет.
У 1989 році на терені Єсентуків побудована найбільша в країні питна галерея, розрахована на 5 000 відвідувань на добу. Архітектурне рішення галереї, у тому числі ротонда, яка була побудована з граніту та мармуру, стало справжньою окрасою міста-курорту. Мінеральні води «Єсентуки № 4», «Єсентуки № 17» і «Єсентуки Нова» надходять у галерею зі свердловин, яки належать до Ессентукского та Бештаугорского родовищ.

## Промислове виробництво
У роздрібній торговельній мережі є в наявності великий вибір мінеральних вод «Єсентуки» від різних виробників (також зустрічаються і підробки). Незважаючи на це, необхідно чітко уявляти собі, що цілющі властивості мінеральної води досить складно зберегти в повному обсязі. На думку лікарів курорту Єсентуки, найбільший лікувальний ефект дає дозований прийом мінеральної води безпосередньо з бювету, куди вода надходить зі свердловини не втративши своєї природної температури. Після виходу на поверхню, мінеральна вода остигає на відкритому повітрі та протягом 15—20 хвилин втрачає частину катіонів, а разом з ними і частину своїх лікувальних властивостей. Тим не менш, під контролем фахівців певна кількість мінеральних вод бальнеологічного курорту розливається в склотару на заводах, що розташовані у місті Єсентуки. Для максимального збереження лікувальних властивостей мінеральну воду, отриману з свердловин, обробляють розчином срібла. При дотриманні умов зберігання пляшок в горизонтальному положенні в темному і прохолодному приміщенні мінеральна вода здатна не втрачати цілющих якостей протягом практично необмеженого періоду часу. Необхідно пам'ятати, що збереження лікувальних властивостей будь-якої мінеральної води можливе тільки у скляній тарі.